# Юнія Терція
Юнія Терція (*Junia Tertia, 74 до н. е. —22) — римська матрона часів падіння Римської республіки, прихильниця республіканців.

## Життєпис
Походила з роду нобілів Юніїв. Донька Децима Юнія Силана, консула 62 року до н. е., і Сервілії. Стосовно його дати народження немає точних відомостей — 69, 70 або 74 рік до н. е.
Приблизно у 59 р. вийшла заміж за Гая Касія Лонгіна, претора 44 року до н. е. Накликала на себе підозру в подружній зраді з Гаєм Цезарем. У 44 році до н. е. була присутня на нараді Марка Юнія Брута, чоловіка і Марка Цицерона в Анції. Померла у 22 році н. е.., залишивши величезний спадок і відмовивши легати усім знатним громадянам, за винятком імператора Тіберія.

## Родина
Чоловік — Гай Кассій Лонгін, претор 44 року до н. е.
Діти:
- Гай Кассій Лонгін